# Otonari no Tenshi-sama ni Itsu no Ma ni ka Dame Ningen ni Sareteita Ken
Otonari no Tenshi-sama ni Itsu no Ma ni ka Dame Ningen ni Sareteita Ken (お隣の天使様にいつの間にか駄目人間にされていた件) ist eine Romanreihe des japanischen Autoren Saekisan, welcher am 20. Dezember 2018 als Webroman auf der Plattform Shōsetsuka ni Narō gestartet wurde. Das Werk, welches in den Gattungen Romantik, Drama und Slice of Life zu verorten ist, ist an ein junges männliches Publikum (Shōnen) gerichtet. Die Geschichte fokussiert sich auf den Oberschüler Amane Fujimiya und dessen Nachbarin Mahiru Shiina, die die gleiche Schule wie Amane besucht.
Im Juni des Jahres 2019 startete eine Umsetzung als Light-Novel-Reihe, welche beim japanischen Verlag SB Creative erscheint. In den Jahren 2022 und 2023 starteten zudem zwei Manga-Adaptationen auf der Plattform Manga Up! des Verlegers Square Enix. Die im Jahr 2022 gestartete Mangareihe wurde für den deutschsprachigen Raum lizenziert und erscheint unter dem Titel The Angel Next Door Spoils Me Rotten in deutscher Sprache. Im Januar 2022 wurde die Produktion einer Anime-Fernsehserie bekanntgegeben, dessen erste Staffel von Januar bis März 2023 im japanischen Fernsehen gezeigt wurde. International erscheint die Serie unter dem Titel The Angel Next Door Spoils Me Rotten. Im Oktober 2023 wurde angekündigt, dass die Serie mit einer zweiten Staffel fortgesetzt wird.

## Handlung
Der Oberschüler Amane Fujimiya lebt allein in einem kleinen Apartment und seine Mitschülerin Mahiru Shiina wohnt direkt nebenan. Mahiru wird in der Schule aufgrund ihres Aussehens und ihrer schulischen und sportlichen Leistungen bewundert.
Obwohl Amane und Mahiru in dieselbe Klasse gehen, haben sie kein Wort miteinander gewechselt. Dies ändert sich, als er Mahiru an einem regnerischen Nachmittag betrübt in einem Park antrifft und ihr seinen Regenschirm leiht. Als er aufgrund von Fieber vor seiner Wohnungstür zusammenbricht, hilft sie ihm wieder gesund zu werden. Dabei fällt Mahiru auf, dass ihr Mitschüler sehr unordentlich ist und sich ungesund ernährt. Sie bietet ihm an, ihn bei der Hausarbeit zu unterstützen.
Mit der Zeit, die die beiden gemeinsam verbringen kommen sie sich allmählich näher.

## Charaktere
Amane Fujimiya (藤宮 周, Fujimiya Amane)
Der Protagonist der Romanreihe. Ein eher zurückgezogener Oberschüler, der alleine in einem kleinen Apartment lebt. Da er Schwierigkeiten bei der Organisation seines Alltags hat, bestellt er sich des Öfteren Essen oder ernährt sich von Fertiggerichten, die er in einem Conbini kauft. Im Laufe der Geschichte wird erklärt, dass er aufgrund einer Auseinandersetzung mit einem früheren Mitschüler die Schule wechseln musste und in ein Apartmentzimmer gezogen ist, welches näher an seiner neuen Schule liegt. Er verliebt sich in Mahiru, seine Nachbarin und Mitschülerin, nachdem er einige Zeit gemeinsam mit ihr verbringt. Da sie aber kein Paar sind, redet er sich ein, sich nicht in sie zu verlieben, auch aus Angst von ihr abgewiesen zu werden.
Mahiru Shiina (椎名 真昼, Shiina Mahiru)
Die Protagonistin der Romanreihe. Ein hübsches und freundliches junges Mädchen, welches alleine in einem kleinen Apartment lebt. Sie ist die Nachbarin von Amane und dessen Klassenkameradin. In der Schule wird sie von ihren Mitschülern aufgrund ihres Aussehens und ihrer schulischen Leistungen bewundert und erhielt so den Spitznamen „Engel“, was ihr insgeheim nicht zusagt. Ihre Familie ist wohlhabend. Aufgrund des schlechten Verhältnisses zu ihren Eltern lebt sie allein. Anfangs hat sie keine Gefühle für Amane, jedoch nähern sich beide im Verlauf der Geschichte an.
Itsuki Akasawa (赤澤 樹, Akasawa Itsuki)
Amanes bester Freund und Klassenkamerad. Er gibt Amane regelmäßig Ratschläge im Bezug auf dessen Beziehung zu Mahiru. Itsuki ist in einer Beziehung mit Chitose Shirakawa, die er Chii (ちぃ) nennt.
Chitose Shirakawa (白河 千歳, Shirakawa Chitose)
Eine Klassenkameradin von Amane und die Freundin von Itsuki. Chitose ist ein eher sorgloses Mädchen, ihre schulischen Leistungen sind oftmals mittelmäßig, weswegen sie Mahiru des Öfteren um Nachhilfe bittet.
Yūta Kadowaki (門脇 優太, Kadowaki Yūta)
Der Star des Schul-Leichtathletik-Klubs und bei den Schülerinnen sehr beliebt, weswegen er den Spitznamen „Prinz“ trägt. Mahiru findet ihn hingegen nervig und hält ihn für arrogant.

## Medien

### Webroman und Light-Novel-Serie
Saekisan startete Otonari no Tenshi-sama ni Itsu no Ma ni ka Dame Ningen ni Sareteita Ken am 18. Dezember des Jahres 2020 als Webroman auf der Plattform Shōsetsuka ni Narō, wo bis zum 14. März 2024 279 Kapitel erstveröffentlicht wurden. Der japanische Verleger SB Creative erhielt die Rechte an einer physischen Veröffentlichung des Werkes und brachte bis März des Jahres 2024 insgesamt neun Hauptbände sowie zwei Kurzgeschichtensammlungen auf dem japanischen Markt.
Während die Illustrationen im ersten physischen Romanband von Hazano Kazutake angefertigt wurden, ist seit der Herausgabe des zweiten Bandes Hanekoto für die Bebilderung der Romane zuständig.
Im Rahmen der Anime Expo kündigte der US-amerikanische Verlag Yen Press im Juli des Jahres 2020 die Lizenzierung der Romanreihe für den nordamerikanischen Markt an. Die Romane werden von Nicol Wilder ins Englische übersetzt.
| Band | Japanisch        | Japanisch                                                                      |
| Band | Veröffentlichung | ISBN                                                                           |
| ---- | ---------------- | ------------------------------------------------------------------------------ |
| 01   | 15. Juni 2019    | ISBN 978-4-8156-0248-2                                                         |
| 02   | 14. Apr. 2020    | ISBN 978-4-8156-0327-4                                                         |
| 03   | 11. Sep. 2020    | ISBN 978-4-8156-0741-8                                                         |
| 04   | 12. März 2021    | ISBN 978-4-8156-0827-9 ISBN 978-4-8156-0826-2 (SE 1)                           |
| 05   | 14. Juli 2021    | ISBN 978-4-8156-1169-9                                                         |
| 05.5 | 14. Jan. 2022    | ISBN 978-4-8156-1199-6 ISBN 978-4-8156-1291-7 (SE)                             |
| 06   | 16. Mai 2022     | ISBN 978-4-8156-1200-9 ISBN 978-4-8156-1344-0 (SE)                             |
| 07   | 14. Sep. 2022    | ISBN 978-4-8156-1201-6 ISBN 978-4-8156-1530-7 (SE)                             |
| 08   | 14. Jan. 2023    | ISBN 978-4-8156-1596-3                                                         |
| 08.5 | 14. Sep. 2023    | ISBN 978-4-8156-2176-6                                                         |
| 09   | 15. März 2024    | ISBN 978-4-8156-2399-9 ISBN 978-4-8156-2398-2 (SE) ISBN 978-4-8156-2475-0 (SE) |
| 10   | 14. Sep. 2024    | ISBN 978-4-8156-2664-8 ISBN 978-4-8156-2701-0 (SE)                             |

### Manga
Eine Umsetzung als Manga wurde am 18. November 2019 auf Shōsetsuka ni Narō angekündigt. Die Zeichnungen stammen von Wan Shibata, während sich Suzu Yūki für die Komposition verantwortlich zeigt. Die ersten Kapitel wurden am 6. Januar des Jahres 2022 auf der Online-Manga-Plattform Manga Up! des japanischen Verlages Square Enix veröffentlicht, ehe zu einem späteren Zeitpunkt eine Veröffentlichung in gedruckter Auflage erfolgte.
Im Zuge der Anime Expo 2023 kündigte der US-amerikanische Ableger von Square Enix eine englischsprachige Veröffentlichung des Mangas an, wobei die Herausgabe des ersten Bandes für Februar 2024 anvisiert wurde. Ende des Jahres 2023 kündigte der Verlag Dokico eine deutschsprachige Veröffentlichung der Mangareihe an, die im Dezember 2024 startete.
| Band | Japanisch        | Japanisch              | Deutsch          | Deutsch                 |
| Band | Veröffentlichung | ISBN                   | Veröffentlichung | ISBN                    |
| ---- | ---------------- | ---------------------- | ---------------- | ----------------------- |
| 01   | 7. Juli 2022     | ISBN 978-4-7575-8016-9 | 31. Dez. 2024    | ISBN 978-3-9874506-2-4. |
| 02   | 7. Dez. 2022     | ISBN 978-4-7575-8296-5 | –                | –                       |
| 03   | 7. Dez. 2023     | ISBN 978-4-7575-8948-3 | –                | –                       |

Am 7. Dezember 2023 startete Puyo ein Manga-Ableger, welcher die Geschichten der ersten Kurzgeschichtensammlung zusammenfasst, unter dem Titel  Otonari no Tenshi-sama ni Itsu no Ma ni ka Dame Ningen ni Sareteita Ken after the rain auf Manga Up!.

### Anime-Fernsehserie
Im Zuge eines verlagsinternen Neujahrsfest von SB Creative am 4. Januar 2022 wurde bekanntgegeben, dass die Romanreihe als Anime realisiert wird, ohne dabei weiter ins Detail zu gehen. Die zwölf Episoden umfassende erste Staffel der Serie entstand unter der Regie von Lihua Wang im Animationsstudio Project No. 9, wobei Kenichi Imaizumi den Produktionsvorgang überwachte. Keiichirō Ōchi schrieb für die erste Staffel die Drehbücher, während das Charakterdesign von Takayuki Noguchi entworfen und die Serienmusik Moe Hyūga komponiert wurde.
Die erste Staffel der Anime-Fernsehserie wurde zwischen dem 7. Januar und dem 25. März 2023 im japanischen Fernsehen gezeigt. Crunchyroll zeigte die erste Staffel im deutschsprachigen Raum im Originalton mit Untertiteln.
In der Vorspannsequenz der ersten Staffel ist das Lied Gift, vorgetragen von Masayoshi Ōishi, zu hören. Im Abspann ist eine Coverversion des Liedes Chiisana Koi no Uta der Punkband Mongol800 zu hören, welches von der Synchronsprecherin Manaka Iwami in ihrer Rolle als Mahiru Shiina eingesungen wurde. In den Episoden 7 und 12 wurden im Abspann Coverversionen der Lieder Ai Uta von Greeeen bzw. Kimi ni Todoke von Flumpool eingespielt, ebenfalls gesungen von Iwami.
Am 8. Oktober 2023 wurde die Produktion einer zweiten Staffel bestätigt.

#### Synchronisation
| Rolle             | Japanische Stimme (Seiyū) |
| ----------------- | ------------------------- |
| Amane Fujimiya    | Taito Ban                 |
| Mahiru Shiina     | Manaka Iwami              |
| Itsuki Akasawa    | Taku Yashiro              |
| Chitose Shirakawa | Haruka Shiraishi          |
| Yūta Kadowaki     | Kenshō Ono                |

#### Episodenübersicht
| Staffel | Episodenanzahl | Erstausstrahlung in Japan | Erstausstrahlung in Japan | Erstausstrahlung in Deutschland  | Erstausstrahlung in Deutschland |
| Staffel | Episodenanzahl | Staffelpremiere           | Staffelfinale             | Staffelpremiere                  | Staffelfinale                   |
| ------- | -------------- | ------------------------- | ------------------------- | -------------------------------- | ------------------------------- |
| 1       | 12             | 07. Januar 2023           | 25. März 2023             | 07. Januar 2023 (Simulcast, OmU) | 25. März 2023 (Simulcast, OmU)  |
| 2       | unbekannt      | unbekannt                 | unbekannt                 | unbekannt                        | unbekannt                       |

## Rezeption
Seit dem Jahr 2019 ist die Romanreihe in der Rangliste der besten Light-Novels im Ratgeber Kono Light Novel ga Sugoi! des Buchverlages Takarajimasha vertreten. In den Jahren 2020 und 2021 wurde das Werk jeweils auf Platz zehn der Liste in der Kategorie Bunkobon geführt.
In den Listen für die Jahre 2022 und 2023 erreichte die Reihe die Plätze sechs bzw. vier, ehe in der Rangliste für das Jahr 2024 erstmals auf Platz eins landete. In den Charakter-Ranglisten ist Mahiru Shiina im gleichen Zeitraum vertreten, wobei sie in den Ausgaben für die Jahre 2022 bis 2024 jeweils die Spitzenposition erreichen konnte. Amane Fujimiya ist seit der Ausgabe für das Jahr 2022 gelistet und konnte 2024 erstmals in der Kategorie des besten männlichen Charakters Platz eins erreichen. Bis November 2023 waren knapp zwei Millionen Exemplare der Reihe alleine in Japan im Umlauf.
Rebecca Silverman besprach den ersten Romanband für Anime News Network und befand, dass das Werk das Genre der romantischen Komödie nicht neu erfinde und die beiden Protagonisten jegliches Stereotyp ihrer Geschlechter bedienen. Dennoch, so Silverman, habe der Roman auch ein paar Lichtblicke. Zum einen, den besten Freund des Protagonisten, der nicht jede im Rock nachrennt oder die Tatsache, dass sich die Protagonistin bei Amane sicher fühlt, weil er kein romantisches Interesse an ihr zeige. Sie urteilte, dass der Roman nicht schlecht sei, aber zu wenig tue um in einem überlaufenen Genre hervorzustechen.
Im Zuge des Anime Preview Guide wurde die Pilotfolge der Serie von mehreren Redakteuren von Anime News Network rezensiert. Dabei wurde diese überwiegend negativ wahrgenommen. Einerseits wurden die Charaktere scharf kritisiert, andererseits wirkten die Figuren blutleer. Auch das die beiden Hauptcharaktere die geschlechtertypischen Klischees vertreben wurde negativ wahrgenommen. In einem weniger negativen Licht wurde das Konzept der Wunscherfüllung besprochen. Während Rebecca Silverman, die bereits den ersten Romanband rezensierte, den Aspekt negativ bewertete, sah Richard Eisenbeis dies als ein Zeichen gegenseitiger Selbstzufriedenheit.
Die erste Staffel der Animeserie erhielt mehrere Nominierungen im Zuge der Anime Trending Awards, konnte aber in keiner Kategorie gewinnen.